# Sander Heesakkers
Sander Heesakkers ('s-Hertogenbosch, 8 januari 1995) is een Nederlands voetballer die doorgaans als centrale verdediger speelt. 

## Clubcarrière
Heesakkers werd in 2007 opgenomen in de jeugdopleiding van PSV, dat hem scoutte bij amateurclub ODC. Op 16 juli 2013 tekende hij bij PSV zijn eerste profcontract. Hij debuteerde op 30 september 2013 voor Jong PSV in de Eerste divisie, tegen Jong Twente. Hij speelde de volledige wedstrijd, die Jong PSV met 2-1 won. Hij tekende in november 2016 een contract tot medio 2017 bij KFC Dessel Sport. 

## Internationale carrière
Heesakkers speelde twee wedstrijden in Nederland onder 18 en twee in Nederland onder 19.